# Museo Picasso (Antibes)
Il Musée Picasso è una galleria pubblica d'arte, ospitata nel castello Grimaldi, che si trova in Francia ad Antibes, all'indirizzo place Mariejol. Contiene principalmente opere di Pablo Picasso.